# Казалеоне
Казалеоне (итал. Casaleone) — коммуна в Италии, располагается в провинции Верона области Венеция.
Население составляет 6010 человек (на 2004 г.), плотность населения составляет 155 чел./км². Занимает площадь 38,28 км². Почтовый индекс — 37052. Телефонный код — 0442.
Покровителем населённого пункта считается священномученик Власий Севастийский (San Biagio). Праздник ежегодно празднуется 3 февраля.